# Hydrotaea azuminensis
Hydrotaea azuminensis är en tvåvingeart som beskrevs av Shinonaga och Iwasa 1994. Hydrotaea azuminensis ingår i släktet Hydrotaea och familjen husflugor. Inga underarter finns listade i Catalogue of Life.